# Here Comes the Sun
"Here Comes the Sun" är en låt skriven av George Harrison och framförd av den brittiska rockgruppen The Beatles. Den finns med på albumet Abbey Road som kom ut 1969. "Here Comes the Sun" gavs ut som singel den 26 september 1969.

## Låten och inspelningen
George Harrison skrev detta stycke sittande under ett träd i Eric Claptons trädgård. Många kritiker har kommenterat låtens goda förmåga att fånga en annalkande vår. Harrison spelar moog på låten och det medverkar även ett antal icke namngivna klassiska musiker. De jobbade med låten vid sex tillfällen under 7, 8 och 16 juli samt 6, 15 och 19 augusti. LP:n Abbey Road, där låten ingår, gavs ut i England den 26 september och i USA den 1 oktober 1969.

## Övrigt
Nina Simone har gjort en tolkning av låten. I det svenska TV-programmet Dansbandskampen 2008 framfördes låten av Sandins. Malta spelade in en svenskspråkig cover på låten, kallad Här kommer sol!, som de släppte som B-sida till singeln Sommar'n som aldrig säger nej 1973. Även det svenska bandet Ghost har gjort en cover på denna låt, mycket annorlunda originalet. Covern finns med som bonusspår på den japanska utgåvan av Opus Eponymous.